# 杨光泩
杨光泩（1900年8月8日—1942年4月17日），浙江吳興菱湖人（湖州），中华民国外交官，在菲律宾任总领事期间遇害身亡。

## 生平
杨光泩从清华学堂高等科毕业后赴美留学，先后获科罗拉多大学文学学士、普林斯顿大学政经学硕士、国际公法哲学博士学位。
1924年毕业后在中华民国驻美使馆任随员、三等秘书，并任《中国学生月刊》总编辑，还曾任教于乔治城大学、华盛顿大学。
1927年回国，在清华学校任教。翌年起，历任外交部情报司副司长，外交委员会主任委员，中华民国驻伦敦总领事、驻欧洲中国特派员。
1933年回国后创办世界电讯社并任社长。其后又曾担任外交部华北各省总视察，上海英文《大陆报》经理、总编，中国驻欧洲新闻局伦敦、巴黎总部负责人等职。
1938年，出任中华民国驻菲律宾总领事。
1942年日军攻占马尼拉后被捕，同年4月17日与中华民国驻马尼拉总领事馆其他七位外交官一同被日军杀害。

## 家庭
杨光泩之妻为严幼韵，育有三女杨蕾孟、杨雪兰、杨葸恩。严幼韵1930年代初始与其夫上司顾维钧长期婚外情。因此丑闻，1938年杨光泩携全家到菲律宾任总领事，1942年杨惨遭日军杀害。严幼韵在丈夫遇害后，严携三个女儿前往纽约投奔顾维钧，继续作顾的情妇，顾将严幼韵安排到联合国做文员。 1956年顾维钧与其三婚妻子黄蕙兰离婚，1959年与严幼韵结婚。